# Раквере (волость, 2017)
Ра́квере (эст. Rakvere vald) — волость в Эстонии, в составе уезда Ляэне-Вирумаа. Образована в 2017 году. Административный центр — посёлок Сымеру.

## География
Волость расположена на землях, окружающих город Раквере с запада, севера и востока. Площадь волости — 294,67 км², плотность населения на 1 января 2024 года составила 19,9 чел/км².
Административный центр волости — посёлок Сымеру, расстояние от которого до города Раквере составляет 5 км, до Таллина — 98 км, до Тарту — 132 км, до Пярну — 187 км и до Нарвы — 114 км. Ближайший порт расположены в Кунда (25 км). Волость имеет хорошее железнодорожное сообщение с Таллином и Нарвой. Город Раквере в состав волости не входит, он является отдельным муниципалитетом.
В волости находятся большие залежи горючего сланца и фосфоритов.

## История
Волость Раквере была образована 21 октября 2017 года в результате административно-территориальной реформы путём объединения волостей Сымеру и Раквере.
Историческое русское название волости во времена Российской империи — Везенбергская волость, волость Везенберг (нем. Wesenberg Gemeinde, Schloß-Wesenberg, Gemeinde).

## Символика
Символикой волости выбран герб упразднённой волости Сымеру и флаг бывшей волости Раквере.
Герб: На синем щите вертикально расположенный золотой колос с двумя золотыми монетами по сторонам. Синий цвет отсылает к гербу Вирумаа. Золотой колос символизирует плодородную землю и основной вид деятельности в регионе — сельское хозяйство. Золотые монеты указывают на природные богатства (фосфорит, известняк), а также на найденные в районе клады. Автор герба Тийна Эрала (Tiina Erala).
Флаг: на разделённом наискосок бело-синем полотне две белых полосы на синем поле и пара зелёных дубовых листьев на белом поле. Соотношение ширины и длины флага 2:3, нормальный размер 100 x 150 см.
Автор флага Иво-Манфред Ребане (Ivo-Manfred Rebane). Флаг был утверждён 14 мая 1993 года.
У волости также есть мачтовый вымпел, отсылающий к флагу, и настольный вымпел, объединяющий изображение герба и флага.

## Демография по данным Регистра народонаселения
По данным Регистра народонаселения, который ведёт Министерство внутренних дел Эстонии, по состоянию на 1 января 2020 года в волости проживали 5618 человек, из них 2811 мужчин и 2807 женщин. В 2019 году в волости родились 64 ребёнка, умерли 59 человек. Из других самоуправлений в волость прибыли 276 человек, выехали на жительство в другие места 254 человека.

## Населённые пункты
В состав волости входят 4 посёлка и 47 деревень. 

Посёлки: Лепна, Няпи, Сымеру, Ухтна.

Деревни: Алувере, Андья, Ареси, Аркна, Ваэкюла, Варуди-Алткюла, Варуди-Ванакюла, Велтси, Выхма, Каарли, Каритса, Каривярава, Карунга, Катку, Катела, Клооди, Коовялья, Кохала, Кохала-Ээскюла, Куллаару, Кыргемяэ, Лазила, Левала, Муру, Мядапеа, Нурме, Паатна, Папиару, Пяйде, Раудлепа, Раудвере, Рахкла, Роодевялья, Рягавере, Сооалузе, Сями-Тагакюла, Сями, Тааравайну, Тобиа, Тоомла, Тырма, Тырремяэ, Убья, Уссимяэ, Ээскюла, Ярни, Яэтма.
Няпи и Ухтна получили статус посёлка постановлением министра региональных дел от 18 июля 2007 года.

## Данные Департамента статистики
Данные Департамента статистики Эстонии о волости Раквере:
Число жителей на 1 января каждого года:
| Год  | 2015 | 2016   | 2017   | 2018   | 2019   | 2020   | 2021   | 2022   | 2023   | 2024   |
| ---- | ---- | ------ | ------ | ------ | ------ | ------ | ------ | ------ | ------ | ------ |
| Чел. | 5518 | ↘ 5480 | ↗ 5523 | ↘ 5503 | ↗ 5570 | ↗ 5593 | ↗ 5619 | ↗ 5745 | ↗ 5859 | → 5859 |

Число рождений (живорождённых):
| Год  | 2015 | 2016 | 2017 | 2018 | 2019 | 2020 | 2021 | 2022 | 2023 |
| ---- | ---- | ---- | ---- | ---- | ---- | ---- | ---- | ---- | ---- |
| Чел. | 63   | ↘ 62 | ↗ 50 | ↗ 66 | ↘ 64 | ↘ 49 | ↗ 57 | ↘ 28 | ↗ 47 |

Число умерших:
| Год  | 2015 | 2016 | 2017 | 2018 | 2019 | 2020 | 2021 | 2022 | 2023 |
| ---- | ---- | ---- | ---- | ---- | ---- | ---- | ---- | ---- | ---- |
| Чел. | 47   | ↗ 57 | ↗ 68 | ↘ 66 | ↘ 60 | ↘ 49 | ↗ 63 | → 63 | ↘ 58 |

Зарегистрированные безработные*:
| Год  | 2015 | 2016 | 2017 | 2018 | 2019 | 2020 | 2021 | 2022 | 2023 |
| ---- | ---- | ---- | ---- | ---- | ---- | ---- | ---- | ---- | ---- |
| Чел. | 89   | 89   | 103  | 112  | 128  | 166  | 207  | 160  | 181  |

*2015—2019 годы — среднегодовое число, с 2020 года — на 1 января.
Средняя брутто-зарплата работника:
| Год  | 2015 | 2016  | 2017   | 2018   | 2019   | 2020   | 2021   | 2022   |
| ---- | ---- | ----- | ------ | ------ | ------ | ------ | ------ | ------ |
| Евро | 904  | ↗ 957 | ↗ 1032 | ↗ 1094 | ↗ 1167 | ↗ 1233 | ↗ 1317 | ↗ 1405 |

В 2019 году волость Раквере занимала 48 место по величине средней брутто-зарплаты работника среди 79 муниципалитетов Эстонии.
Число учеников в школах:
| Чел. | 415 | ↘ 414 | ↗ 430 | ↗ 434 | ↘ 426 |

## Инфраструктура

### Образование
В волости работает 5 школ: основная школа Сымеру, основная школа Ухтна, основная школа Ласила, начальная школа-детсад Велтси и школа Няпи, и 3 детсада: Пяэсусильм в Сымеру и детсады при школах Ласила и Велтси.

### Медицина и социальное обеспечение
Первичные медицинские услуги оказывает Центр здоровья в Сымеру.
Услуги социального обеспечения оказывает Дом по уходу Ухтна .

### Культура, досуг и спорт
В волости 2 библиотеки: в посёлке Сымеру (с отделением в Лепна) и в посёлке Ухтна. В клубе Сымеру работают кружки по интересам для детей и взрослых. Дневной центр Сымеру, работающий в административном здании волостной управы, и Дневной центр Убья проводят лекции, встречи и занятия по интересам для пожилых людей. Сельские центры работают в Убья и Ваэкюла, в Сымеру и Ласила действуют Молодёжные центры.
Спортивные учреждения и сооружения: спортзал Молодёжного центра Сымеру, спортзалы и стадионы школ в Сымеру, Ухтна, Ласила и Велтси, Центр досуга Убья, скейт-парк в Лепна, спортзалы Молодёжного центра Ласила, парк здоровья и спорта в Ухтна, лыжная трасса Сымеру, слаломная трасса Тырма-Кыргемяэ, парк для диск-гольфа в Ухтна и др.
В течение нескольких последних лет в Сымеру проходит Фестиваль сельской жизни с многочисленными участниками и зрителями, который привлекает внимание всей страны.

### Инфраструктура
По состоянию на 2015 год центральное теплоснабжение в волости отсутствовало. В деревнях все здания имеют индивидуальное отопление. В многоквартирных домах работают принадлежащие квартирным товариществам котельные (жидкое топливо, газ или древесные гранулы) или имеется индивидуальное электрическое или печное отопление. Промышленные здания имеют индивидуальные котельные. Центральное водоснабжение есть в районах плотной застройки посёлка Лепна и деревень Велтси, Аркна, Ласила, Тырремяэ, Тырма, Левала, Каритса и Тааравайну.
Большой торговый центр Põhjakeskus расположен в Тырремяэ. Небольшие магазины есть в Ласила и Тобиа. Почтовые и банковские услуги оказывают в Тырремяэ.

## Экономика
Волость Раквере является регионом с многосторонне развитым предпринимательством, который характеризуется высоким удельным весом иностранных инвесторов, выгодным расположением с точки зрения логистики и наличием квалифицированной рабочей силы. Основные виды деятельности: сельское хозяйство, строительство, металло- и деревообработка. Осенью 2013 года в Роодевялья было завершено строительство самого большого элеватора Эстонии, вмещающего 50 000 тонн зерна или рапсового семени.
Крупнейшие работодатели волости по состоянию на 31 декабря 2019 года:
| Предприятие/организация         | Вид деятельности                                                | Численность работников |
| ------------------------------- | --------------------------------------------------------------- | ---------------------- |
| OG Elektra Tootmine AS          | Производство мясных продуктов                                   | 125                    |
| Bauroc AS                       | Производство строительных изделий из бетона                     | 125                    |
| Rakvere Vallavalitsus           | Раквереская волостная управа, орган государственного управления | 101                    |
| Rakvere Põllumajandustehnika OÜ | Добыча торфа                                                    | 69                     |

## Достопримечательности
Памятники культуры:
- мыза Реггафер (Рягавере), с 1860-х годов до 1919 года принадлежавшая дворянскому семейство фон Денов;
- мыза Лассила (Лазила); главное кирпичное здание мызы в стиле историзма построено в 1862 году, в настоящее время в нём работает основная школа Ласила;
- мыза Вайкюль (Ваэкюла); первые сведения о мызе относятся к 1532 году. С 1829 года до 1919 года принадлежала семейству Шубертов[32];
- мыза Аркналь (Аркна), основана в 1772 году, с 1772 года до 1919 года принадлежала семейству Шубертов[33], при инспектировании 15.05.2019 находилась на реставрации;
- мыза Вельц (Велтси), главное здание из красного кирпича с чистым швом (в стиле историзма) построено в конце XIX века;
- культовый (чашечный) камень Кыннакыртси-киви (археологический памятник).

Другие достопримечательности:
- мыза Толькс (Кохала);
- мыза Меттапе (Мядапеа).

## Галерея
- Посёлок Ухтна
- Деревня Сями
- Главное здание мызы Лассила (Лазила)
- Главное здание мызы Толькс (Кохала)
- Мыза Реггафер (Рягавере)
- Главное здание мызы Вельц (Велтси)
- Амбар мызы Вайкюль (Ваэкюла), памятник культуры
- Руины мельницы мызы Реггафер (Рягавере)
- Культовый камень Кыннакыртси-киви